# Stryčava
Stryčava, ukrajinsky Стричава, maďarsky Eszterág, je obec ve velkoberezňanské vesnické komunitě, v okresu Užhorod, v Zakarpatské oblasti Ukrajiny.V roce 2025 zde žilo 125 obyvatel.